# 共青农村居民点 (新尼古拉耶夫斯基区)
共青农村居民点（俄语：Комсомольское сельское поселение）是俄罗斯联邦伏尔加格勒州新尼古拉耶夫斯基区所属的一个农村居民点。其下辖有5个居民点，行政中心为共青镇。据2016年统计，该农村居民点的人口为1252人。